# Gyrus temporal inférieur
Le gyrus temporal inférieur T3 est un gyrus du lobe temporal du cortex cérébral. Il définit une bande parallèle au gyrus temporal moyen T2, sur la partie la plus basse de la face latérale du lobe temporal. Il déborde aussi sur la face inférieure de ce lobe. Il est donc compris entre le sillon temporal inférieur, au-dessus, le sillon occipito-temporal sur la face inférieure, et l'incisure préoccipitale de Meynert et le sillon occipital antérieur, à l'arrière. À l'avant, il se prolonge jusqu'au pôle temporal.
|                          |                            |
| Gyrus de la face externe | Face inférieure            |
|                          |                            |
| Gyrus temporal inférieur | Sillons de la face externe |